# آنت مالهربه
آنت مالهربه (هلندی: Annet Malherbe؛ زادهٔ ۲۳ نوامبر ۱۹۵۷) هنرپیشه اهل هلند است. وی از سال ۱۹۸۶ میلادی تاکنون مشغول فعالیت بوده‌است.
از فیلم‌ها یا برنامه‌های تلویزیونی که وی در آن نقش داشته‌است می‌توان به هابیل اشاره کرد.